# Idylwood
Idylwood és una concentració de població designada pel cens dels Estats Units a l'estat de Virgínia. Segons el cens del 2000 tenia 16.005 habitants.

## Demografia
Segons el cens del 2000, Idylwood tenia 16.005 habitants, 6.560 habitatges, i 3.831 famílies. La densitat de població era de 2.168,3 habitants per km².
Dels 6.560 habitatges en un 26,6% hi vivien nens de menys de 18 anys, en un 45,8% hi vivien parelles casades, en un 8,7% dones solteres, i en un 41,6% no eren unitats familiars. En el 29% dels habitatges hi vivien persones soles el 4,3% de les quals corresponia a persones de 65 anys o més que vivien soles. El nombre mitjà de persones vivint en cada habitatge era de 2,44 i el nombre mitjà de persones que vivien en cada família era de 3,04.
Per edats la població es repartia de la següent manera: un 19,7% tenia menys de 18 anys, un 9,4% entre 18 i 24, un 42,2% entre 25 i 44, un 21,5% de 45 a 60 i un 7,2% 65 anys o més.
L'edat mediana era de 33 anys. Per cada 100 dones de 18 o més anys hi havia 98,9 homes.
La renda mediana per habitatge era de 66.895 $ i la renda mediana per família de 74.103 $. Els homes tenien una renda mediana de 50.107 $ mentre que les dones 44.449 $. La renda per capita de la població era de 34.485 $. Entorn del 4% de les famílies i el 5,8% de la població estaven per davall del llindar de pobresa.

## Poblacions més properes
El següent diagrama mostra les poblacions més properes.